# 呉味和昌
呉 味和昌（ご みわすけ、1994年4月12日 - ）は、日本のラグビー選手。

## プロフィール
- 兵庫県出身[1]。
- ポジションはプロップ(PR)。
- 身長 181cm、体重 115kg
- 男5人兄弟の四男。兄（三男）の森川由起乙(PR)と、弟（五男）の呉季依典(HO)もラグビー選手[2][3]。

## 略歴
2013年、京都成章高校卒業後、帝京大学に入る。なお京都成章高校時代、高校日本代表候補に選ばれたことがある。
2017年、帝京大学卒業後、Honda Heatに加入。同年9月9日に行われたジャパンラグビートップチャレンジリーグマツダブルーズーマーズ戦にて途中出場で公式戦初出場を果たす。
2020年、Honda Heatを退団した。